# Шраменко, Андрей Максимович
Андрей Максимович Шраменко (17.10.1922 — 10.08.1985) — наводчик орудия самоходной установки СУ-76 311-го отдельного ордена Богдана Хмельницкого самоходного артиллерийского дивизиона (254-я Черкасская Краснознамённая орденов Суворова, Кутузова и Богдана Хмельницкого стрелковая дивизия, 73-й стрелковый корпус, 52-я армия, 1-й Украинский фронт), сержант, участник Великой Отечественной войны, кавалер ордена Славы трёх степеней.

## Биография
Родился 17 октября 1922 года в селе Русская Поляна ныне в Черкасском районе Черкасской области Украины в крестьянской семье. Украинец. Окончил 10 классов.
В Красной Армии с апреля 1941 года. С первых дней войны – в действующей армии. Воевал на Юго-Западном фронте. В августе 1941 года, попав в окружение, вернулся домой. С 4 января 1944 года снова в действующей армии. Воевал на 2-м и 1-м Украинских фронтах. Службу проходил в 311-м отдельном истребительно-противотанковом дивизионе 254-й стрелковой дивизии. Принимал участие в Кировоградской, Корсунь-Шевченковской, Уманско-Ботошанской, Ясско-Кишинёвской, Сандомирско-Силезской, Нижнесилезской, Берлинской и Пражской наступательных операциях.
При отражении контратаки противника западнее населённого пункта Вултури (ныне Яссы (жудец), Румыния) 7 мая 1944 года заместитель наводчика орудия красноармеец А. М. Шраменко огнём из личного оружия уничтожил 6 солдат врага. Под миномётным обстрелом доставлял боеприпасы на огневую позицию, обеспечив непрерывное ведение огня орудием. Приказом командира дивизии генерал-майора Путейко М. К. награждён медалью «За отвагу».
Наводчик орудия самоходной артиллерийской установки 311-го отдельного истребительно-противотанкового дивизиона 254-я стрелковая дивизия, 52-я армия, 1-й Украинский фронт ефрейтор Шраменко Андрей Максимович 24 августа 1944 года северо-восточнее станции Красна (70 км южнее город Яссы, Румыния) подбил штурмовое орудие и уничтожил более 10 вражеских солдат.
Приказом командира 254-й стрелковой дивизии генерал-майором Путейко М. К. от 2 сентября 1944 года ефрейтор Шраменко Андрей Максимович награждён орденом Славы 3-й степени.
В сентябре 1944 года 254-я стрелковая дивизия была передислоцирована в полосу 1-го Украинского фронта и в декабре введена на Сандомирский плацдарм. В дивизионе пушки были заменены 76-миллиметровыми самоходными орудиями, он был преобразован в самоходный артиллерийский дивизион. В ходе Сандомирско-Силезской наступательной операции артиллеристы поддерживали стрелковые части при прорыве обороны противника. 
12 января 1945 года в районе населённого пункта Яжомбки (16 км западнее г. Сташув, Польша) младший сержант Шраменко А. М. поразил расчёт противотанкового ружья, а в боях за город Хмельник- 2 пулемёта и свыше 10 гитлеровцев.
Приказом командующего 52-й армией от 31 января 1945 года младший сержант Шраменко Андрей Максимович награждён орденом Славы 2-й степени.
В период Берлинской наступательной операции передовые части 254-й стрелковой дивизии 19 апреля 1945 года с боями вышли к городу Баутцен (ныне земля Саксония, Германия). Дальнейшему продвижению мешал огонь артиллерийской батареи врага. Экипаж самоходной установки, с наводчиком орудия Шраменко А. М., пытаясь обойти батарею с фланга, был остановлен огнём крупнокалиберного пулемёта. Ответным огнём артиллеристы уничтожили расчёт пулемёта и 2 пушки врага с их расчётами. Командиром дивизиона был представлен к награждению орденом Красной Звезды.
Приказом командующего 52-й армией от 19 мая 1945 года сержант Шраменко Андрей Максимович награждён вторым орденом Славы 2-й степени.
В октябре 1946 года старшина А. М. Шраменко демобилизовался. Вернулся на Родину. Работал кровельщиком в строительно-монтажном управлении города Ватутино Черкасской области (Украина). Жил в селе Скалеватка ныне  в Ватутинском городском совете Черкасской области Украины.
Указом Президиума Верховного Совета СССР от 7 июня 1968 года в порядке перенаграждения Шраменко Андрей Максимович награждён орденом Славы 1-й степени.
Умер 10 августа 1985 года.

## Награды
- Орден Отечественной войны I степени (11.03.1985)[4]
- Полный кавалер ордена Славы:
  - орден Славы I степени (07.06.1968)[5];
  - орден Славы II степени (31.01.1945)[6];
  - орден Славы III степени (02.09.1944)[7];
- медали, в том числе:
  - «За отвагу» (15.05.1944)[8]
  - «За боевые заслуги» (27.04.1945)[9]
  - «За взятие Берлина» (9.05.1945)
  - «За освобождение Праги» (9.05.1945)
  - «В ознаменование 100-летия со дня рождения Владимира Ильича Ленина» (6 апреля 1970)
  - «За победу над Германией в Великой Отечественной войне 1941—1945 гг.» (9 мая 1945[10])[11]

- - «20 лет Победы в Великой Отечественной войне 1941—1945 гг.» (7 мая 1965[12])
  - «30 лет Победы в Великой Отечественной войне 1941—1945 гг.»[13]
  - 40 лет Победы в Великой Отечественной войне 1941—1945 гг.[14]
  - «30 лет Советской Армии и Флота»[15]
  - «40 лет Вооружённых Сил СССР»[16]
  - «50 лет Вооружённых Сил СССР» (26 декабря 1967[17])
- Знак «25 лет победы в Великой Отечественной войне» (1970)

## Память
- На могиле установлен надгробный памятник
- Его имя увековечено в Главном Храме Вооружённых сил России, и навсегда запечатлено на мемориале «Дорога памяти»